# Finale Ligure
Pour les articles homonymes, voir Finale.
Finale Ligure est une commune de la province de Savone, en Ligurie, en Italie.

## Géographie
La commune est située sur la Riviera ligure du Ponant entre les promontoires de Caprazoppa et de cap Noli. Le territoire communal a fait partie de la Communauté de montagne Pollupice jusqu’au 1er janvier 2009 quand la loi régionale no 24 du 4 juillet 2008, réorganisant les  comunità montane, a exclu le territoire finalais de la nouvelle Comunità Montana Savona 2. Elle est distante de son chef-lieu d’environ 25 kilomètres.
Elle est traversée par la via Aurelia, l'ancienne voie romaine qui longe la côte.

## Histoire
Les nombreuses cavernes trouvées sur le territoire de Finale Ligure ont permis aux historiens de dater de premières installations humaines dès le paléolithique.
À l’époque romaine, son territoire marque la frontière entre les populations des tribus ligures Sabazi et celle des ligures Inguani, antiques tribus présentes dans le ponant ligure déjà à l’époque préhistorique.
Le plus ancien témoignage chrétien découvert en Ligurie se trouve  à Perti. Même après les invasions barbaresques, le finalais reste sous contrôle byzantin jusqu'à sa conquête par Rothari en 641. La présence byzantine est confortée par des fouilles archéologiques à Varigotti et dans le castrum de Sant'Antonino.
Le premier témoignage écrit du territoire finalais remonte à 967, quand l’empereur Otton Ier rédige l’acte de donation à Alérame des terres du Monferrato, parmi lesquelles le château d’Orco, au-dessus de Finale. Le finalais est ensuite hérité par les descendants d’Alérame, Enrico del Vasto, qui en obtient l’investiture de Frédéric Barberousse en 1162, en sus d’autres terres de la zone de Savone.
La famille marquisale des del Caretto, descendante d’Enrico, constitue le puissant marquisat de Finale, s’annexant d’autres fiefs mineurs, mais se heurte, pour raisons commerciales, à la république de Gênes qui contrôle la quasi-totalité des ports de la Ligurie. Gênes impose aux del Caretto ses conventions commerciales de 1290 et de 1340. En 1385, la République soumet à son autorité la moitié du fief avec une sentence émise par le doge Antoniotto Adorno. Soucieux de conserver un débouché sur la Méditerranée, le féodal del Carretto refuse le processus de métropolisation génois après avoir obtenu la protection d’abord des Visconti, puis des Sforza. En représailles, entre 1447 et 1448, les génois envahissent le marquisat et détruisent Finale Borgo et le château Govone. En 1496, Alphonso I del Caretto retrouve la totalité de ses possessions avec l’aide de Massimiliano Ier confirmée en 1529 par Charles Quint. Après quelques décennies de turbulences politiques fomentées par l’Espagne celle-ci réussit à s’approprier Finale en 1602. Cependant, Finale reste formellement un fief impérial même si le feudataire en est directement le roi d’Espagne.
En 1713, la république de Gênes acquiert à l’empereur le marquisat, et exerce son pouvoir en y nommant un gouverneur. La domination génoise est confirmée dans la paix d’Aix-la-Chapelle de 1748, et cela malgré les prétentions des Savoie. Elle devient partie intégrante du royaume de Sardaigne en 1815 et du royaume d’Italie en 1861.
En 1927, les trois communes préexistantes (Finalborgo, Finale Marina et Finale Pia) sont fusionnées pour créer la commune de Finale Ligure. Pour son importance historique, en 2007, un décret du président de la République lui attribue le titre de Città.

## Structure urbanistique
Sa structure urbanistique s'articule en plusieurs pôles qui n'ont été réunifiés qu'en 1927  : 
- Finalmarina ou Finale Marina, la zone urbanisée du tourisme balnéaire de masse, le long de la côte ; ses habitants sont appelés les gnabbri ou Finarin (en dialecte finalese),
- Finalpia ou Finale Pia, située plus à l'est, entre Varigotti et Finalmarina,
- Finalborgo, le bourg médiéval de Finale, l'ancien centre historique, le château San Giovanni, inclus en 2002 au Club des bourgs les plus beaux d'Italie (I borghi più belli d'Italia),
  - Perti frazione comportant une zone monumentale avec les ruines du château Gavone, et la Rocca di Perti
- Varigotti, un ancien bourg sarrasin, un hameau du bord de mer qui dépendait auparavant de Noli.

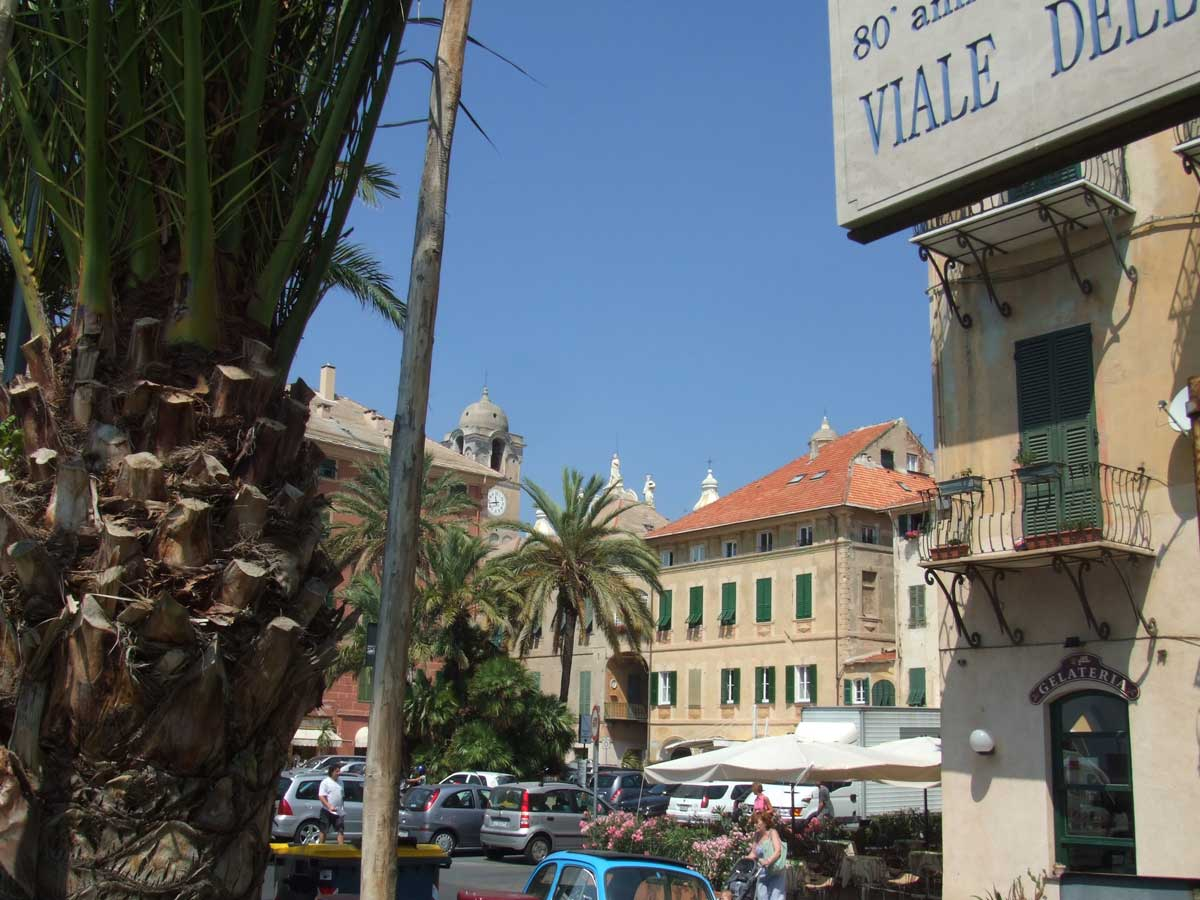
Finale Marina : Place Charles-Emmanuel II sur le lungomare.
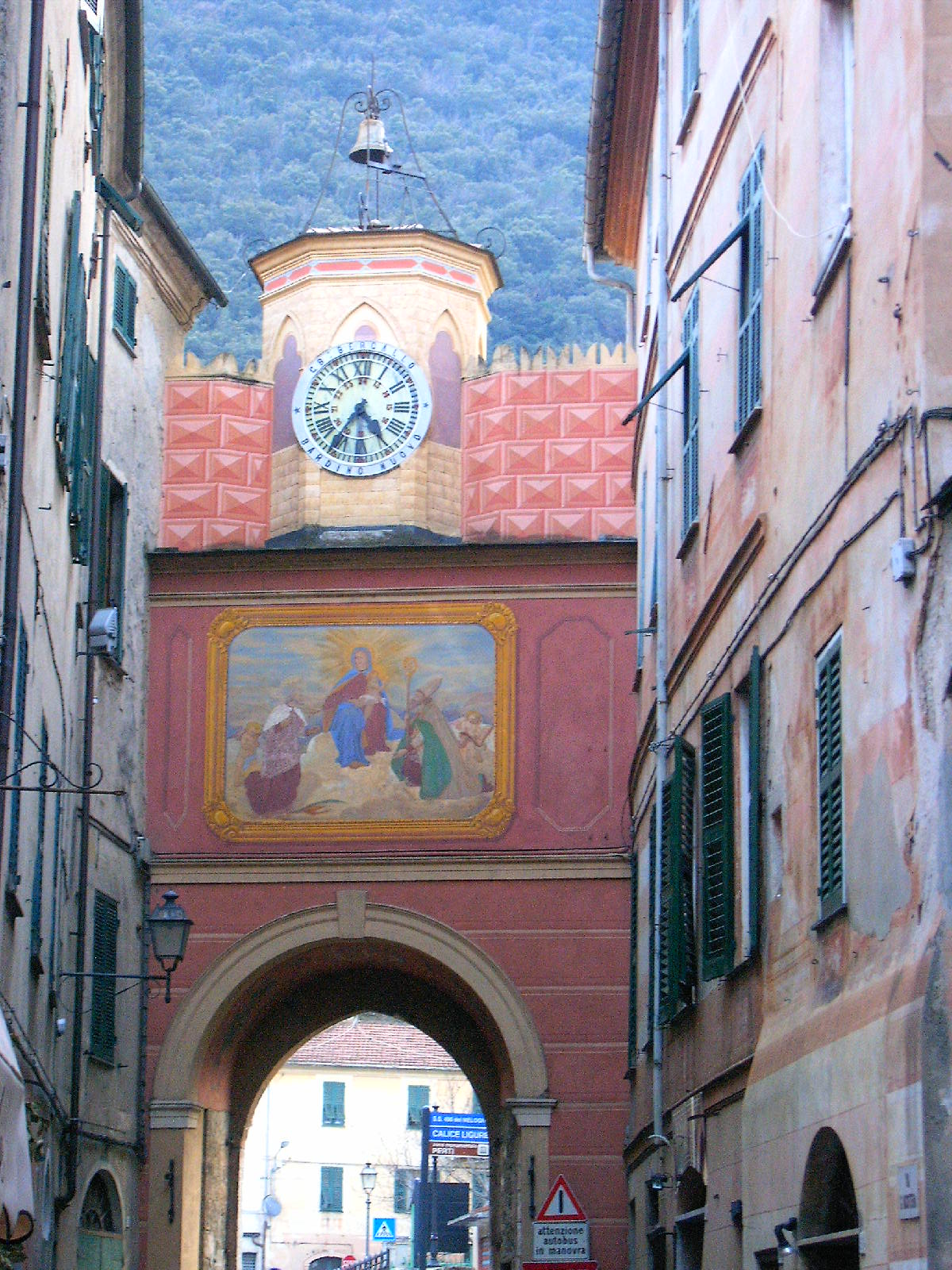
Finalborgo.
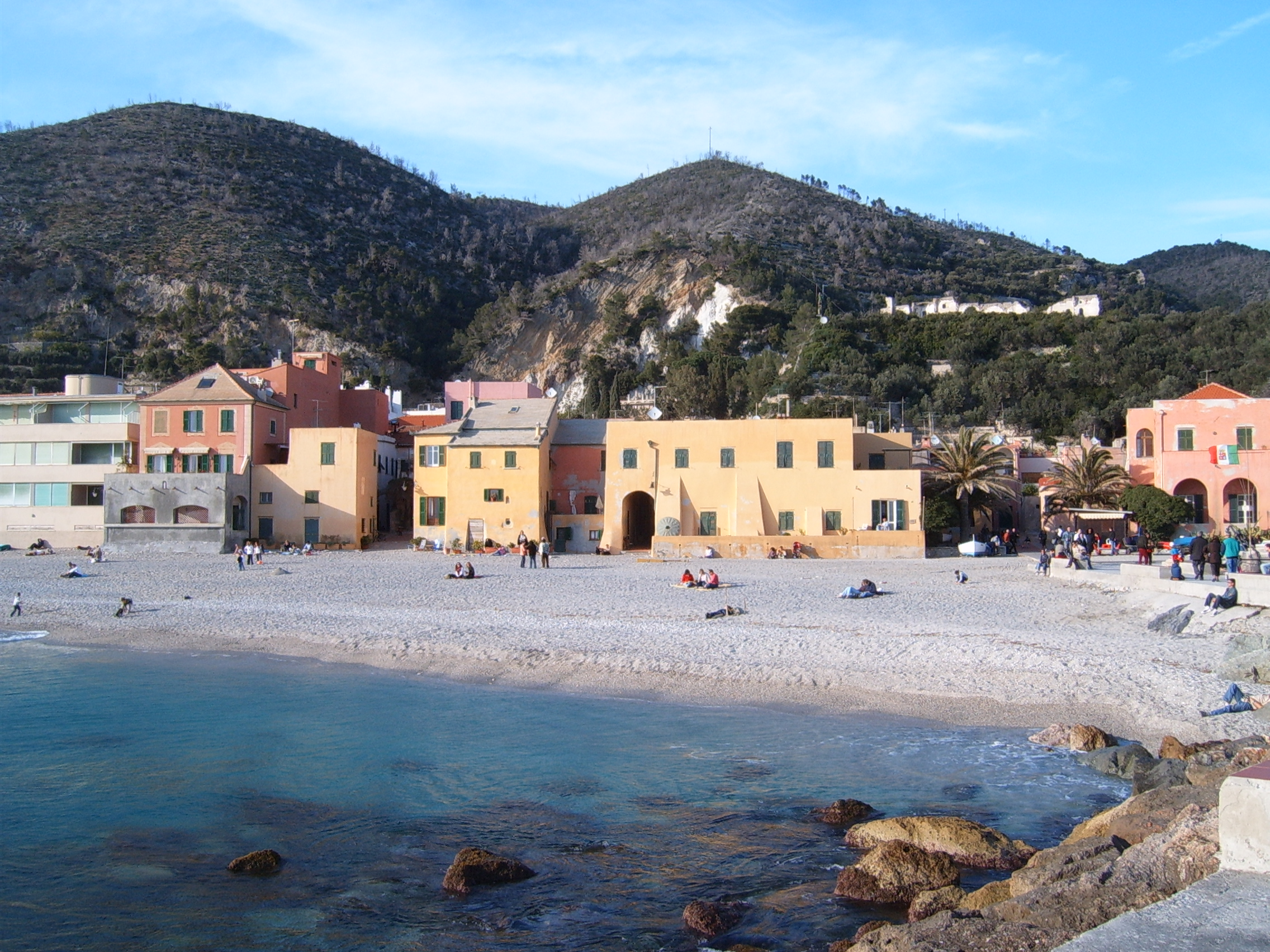
Plage à Varigotti.
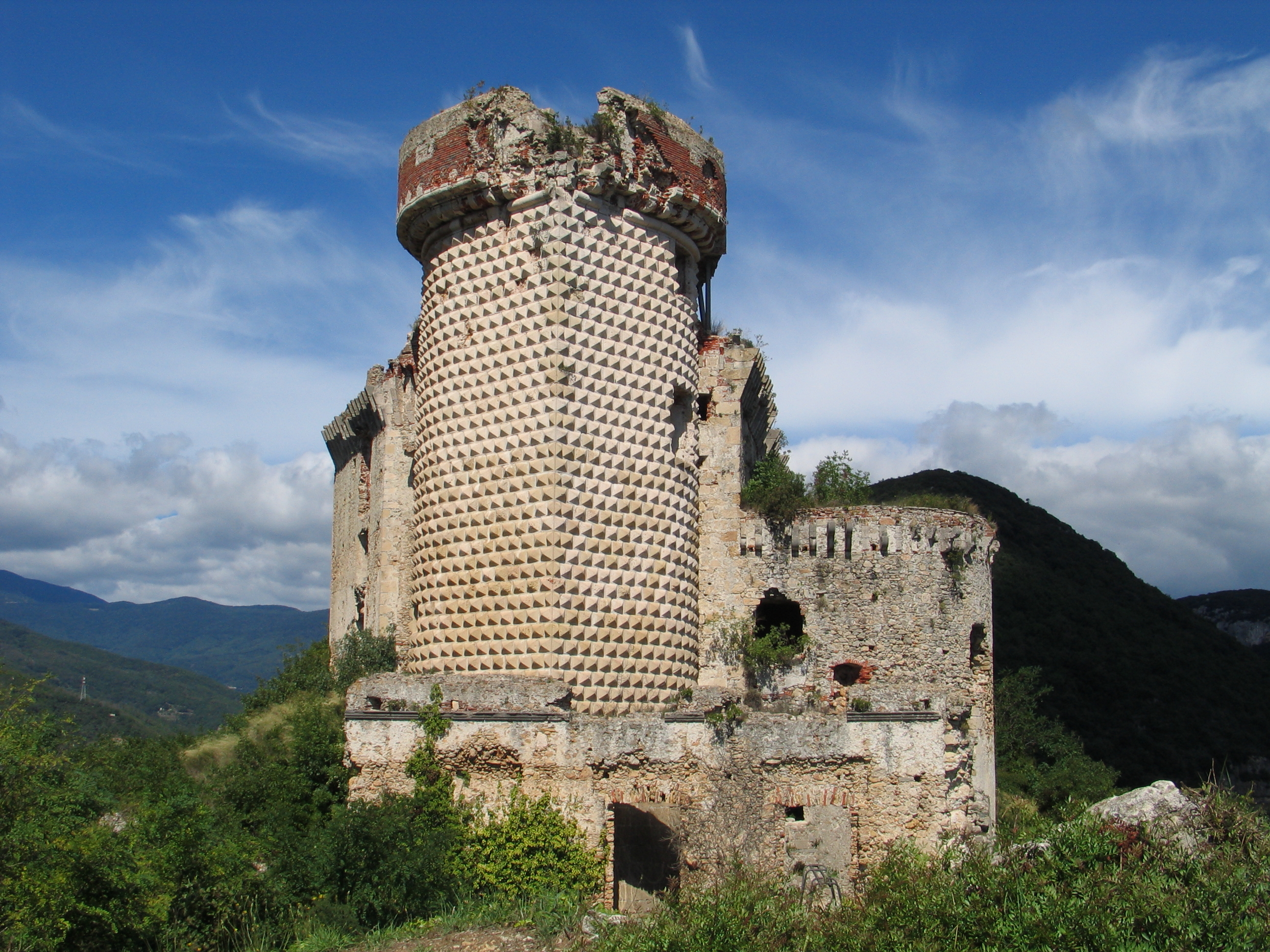
Château Gavone.

## Monuments
- La Basilica di San Giovanni Battista, à  Finale Marina.
- La Chiesa di Santa Maria à Finalpia.

## Environnement

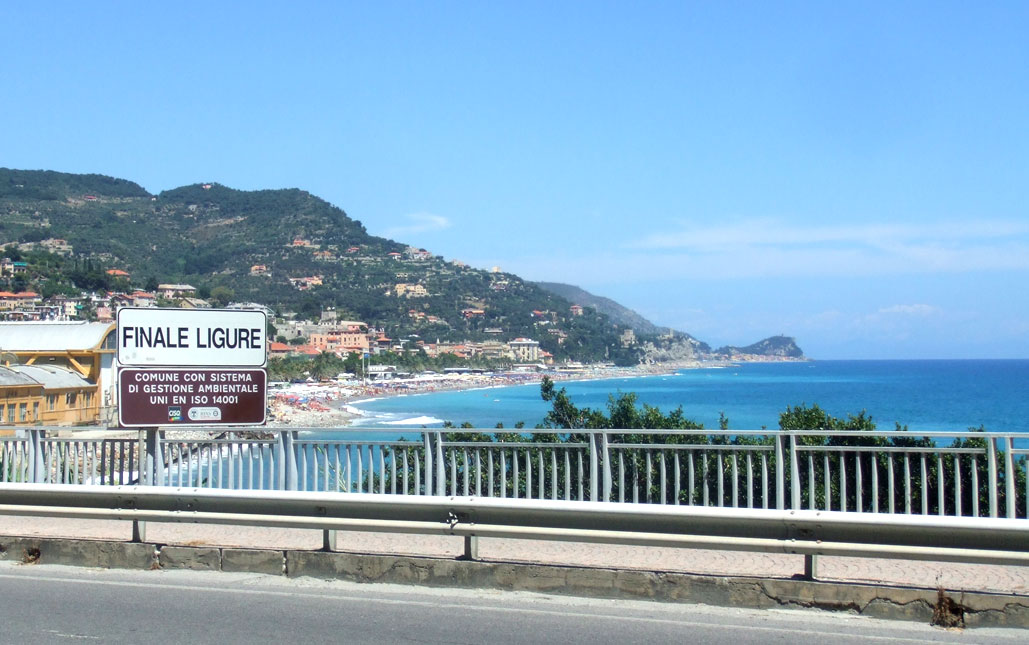
Entrée dans la ville par le bord de mer ouest et panneau d'engagement environnemental.

Finale Ligure fait partie des 11 288 certifications ISO 14001 attribuées principalement depuis 2007 à des communes respectant les normes de management environnemental.

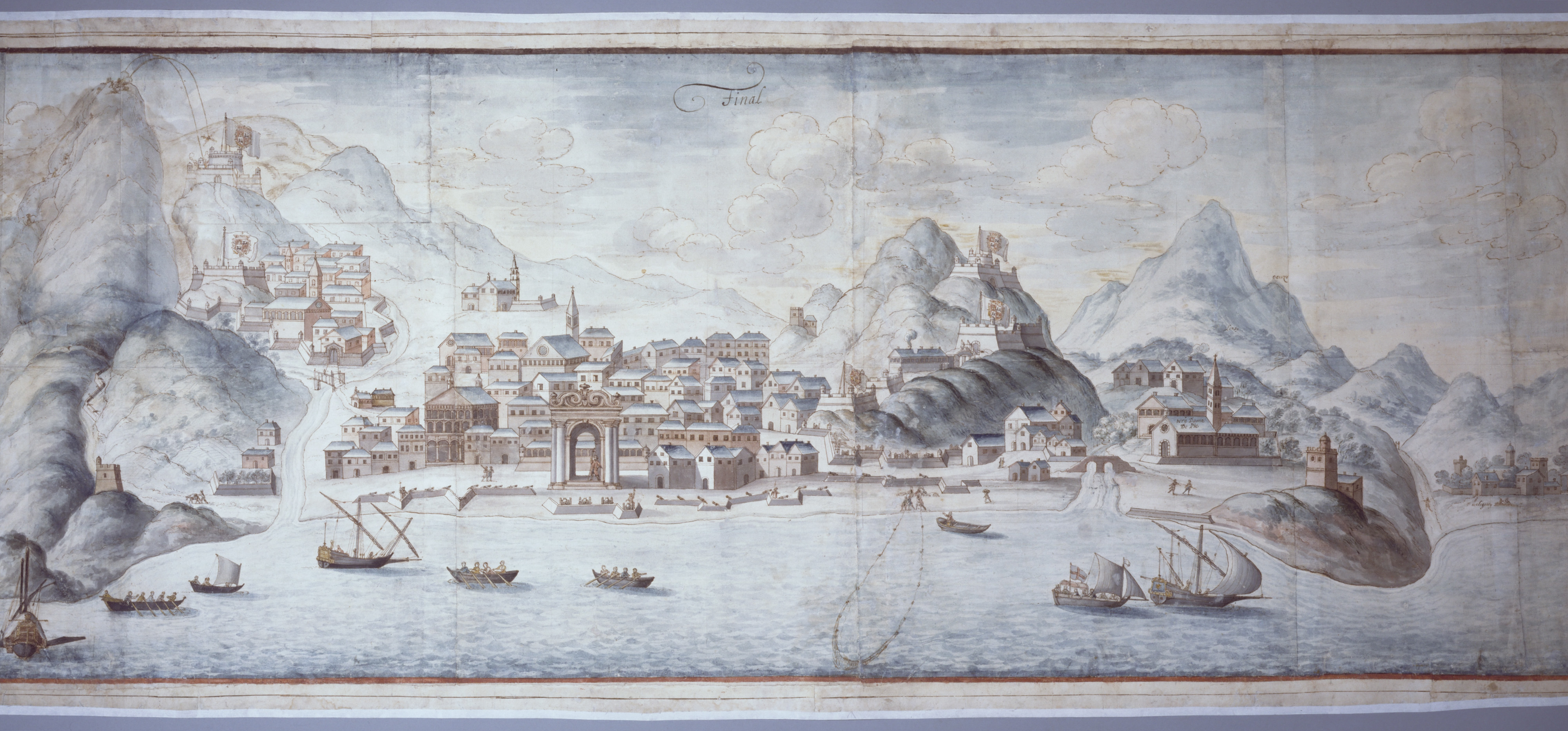
Plan de la ville et des fortifications de Finale, XVIIe siècle.

## Personnalités liées à la ville
- Carlo Domenico del Carretto (1454-1514), créé cardinal par le pape Léon X en 1505.
- Fabrizio del Carretto (1455-1521), frère du précédent, grand maître de l'Ordre de Saint-Jean de Jérusalem en 1513.
- Enrico Caviglia (né le 4 mai 1862 à Finale Ligure - décédé le 22 mars 1945 à Finale Ligure), militaire et homme politique italien qui s'illustra pendant la Première Guerre mondiale.
- Renato Castellani, né à Finale le 4 septembre 1913, réalisateur.
- Alice Canepa (1978-), née à Finale Ligure, joueuse de tennis.

## Industrie
- L'usine Piaggio Aero.

## Informations diverses
La Fédération des Verts est créée en 1986 à Finale Ligure sous le nom de Federazione delle Liste Verdi (fédération des listes vertes) avec pour symbole le soleil qui rit (emprunté du mouvement antinucléaire danois) et déjà utilisé lors des élections régionales de 1985.

## Administration
| Période                                  | Période     | Identité                        | Étiquette     | Qualité |
| ---------------------------------------- | ----------- | ------------------------------- | ------------- | ------- |
| 14 juin 2004                             | 8 juin 2009 | Flaminio Richeri Vivaldi Pasqua | Centre-droite | Maire   |
| Les données manquantes sont à compléter. |             |                                 |               |         |

### Hameaux
Finale Borgo, Varigotti.

### Communes limitrophes
Borgio Verezzi, Calice Ligure, Noli, Orco Feglino, Tovo San Giacomo, Vezzi Portio.

## Jumelages
- Benalmádena (Espagne) ;
- Ocean City (Maryland) (États-Unis) ;
- Coseano (Italie) ;
- Coseano (Italie) ;
- Vittorio Veneto (Italie) ;
- Montechiaro d'Asti (Italie) ;
- Saint-Victoret (France).